# Krynice (Lublin)
Pour les articles homonymes, voir Krynice.
Krynice (prononciation [krɨˈnit͡sɛ]) est un village de la gmina de Krynice, du powiat de Tomaszów Lubelski, dans la voïvodie de Lublin, situé dans l'est de la Pologne.
Il est le siège administratif (chef-lieu) de la gmina rurale de Krynice.
Krynice se situe à environ 15 kilomètres au nord de Tomaszów Lubelski (siège du powiat) et 94 kilomètres au sud-est de Lublin (capitale de la voïvodie).

## Administration
De 1975 à 1998, le village est attaché administrativement à l'ancienne voïvodie de Zamość.

Depuis 1999, il fait partie de la nouvelle voïvodie de Lublin.